# Epsy Campbell Barr
Epsy Campbell Barr (San José (Costa Rica), 4 de julho de 1963) é uma economista e política costa-riquenha. Em 2018, tornou-se a primeira mulher e afrodescendente a assumir a Vice-presidência de seu país, sendo também o primeiro afrodescendente eleito vice-presidente de um país da América Latina. Campbell é filiado ao Partido Ação Cidadã (PAC), de centro-esquerda, liderado pelo atual Presidente Carlos Alvarado Quesada, seu parceiro de chapa nas últimas eleições presidenciais.
Anteriormente, Campbell já exerceu cargos de Deputada nacional entre 2002 e 2006. Também foi duas vezes pré-candidata à presidência da Costa Rica. Campbell construiu sua carreira dentro de espaços como a Rede de Mulheres Afro-latino-americanas e Afro-caribenhas (1997-2001), a Aliança de Povos Afrodescendentes da América Latina e do Caribe (ARAAC) e o Parlamento Negro das Américas. Além disso, foi coordenadora do Fórum de Mulheres para a Integração Centro-americana (1996-2001) e é fundadora do Centro de Mulheres Afro-costa-riquenhas.

## Biografia
Epsy Campbell Barr nasceu em San Francisco de Dos Ríos, um distrito da capital costa-riquenha San José em 4 de julho de 1963; filha de Shirley Barr Aird e Luis Campbell Patterson. Campbell é a quarta de cinco filhos do casal, família que inclui também a cantora de jazz Sasha Campbell e a poetisa Shirley Campbell Barr. Campbell recebeu o nome de sua avó paterna que migrou da Jamaica para a Costa Rica ainda criança. Seus avós paternos, ambos afro-americanos, mudaram-se para o país na virada do século XX para trabalhar na construção das primeiras ferrovias da região. 
Campbell cursou a escola primária em Las Gravilias e concluiu seus estudos primários na Escola Ricardo Jiménez Oreamuno, localizada na cidade de Cartago em 1976. Posteriormente, seguiu sua formação no Liceo Franco Costarricense e no Colegio Superior de Señoritas, que deixou em 1980. Neste período, Campbell também estudou flauta e saxofone como membro da Orquestra Sinfônica Juvenil entre 1976 e 1983. 
Campbell ingressou na Universidade da Costa Rica e, posteriormente, transferiu-se para o campus regional da província de Limón (província), onde cursou Economia e Administração de Negócios enquanto trabalhava em uma empresa privada. Campbell viveu no Caribe por dez anos antes de retornar a San José, onde graduou-se em Economia pela Universidade Latina da Costa Rica em 1998. Possui também um bacharelado em Cooperação e Desenvolvimento pela Fundação de Ciências Sociais e Culturais da Espanha, concluído em 2008, sendo uma pesquisadora e ativista reconhecida dos direitos da mulher e igualdade racial. 

## Carreira política
Epsy Campbell foi presidente do Partido Ação Cidadã entre fevereiro de 2005 e fevereiro de 2009. Foi também Deputada Nacional pelo mesmo partido entre 2002 e 2006, liderando a bancada de seu partido na Assembleia Legislativa da Costa Rica entre 2003 e 2005. Em 2006, Campbell concorreu pela primeira vez como candidata à vice-presidência do país, na chapa de Ottón Solís Fallas. 
Em 16 de fevereiro de 2009, Campbell oficializou sua pré-candidatura à Presidência da Costa Rica, disputando a nomeação do partido com Ottón Solís e o empresário Román Macaya Hayes. Em 31 de maio, Campbell foi o segundo nome mais votado nas eleições internas do partido, perdendo somente para Solís. 
Em 11 de fevereiro de 2013, a economista lançou-se novamente a candidatura pela presidência do país. Desta vez com o lema "¿Vamos o no vamos a sacar a Liberación?", com críticas mais diretas ao Partido Liberação Nacional em uma ronda de encontros partidários pelo país. A candidata encerrou as primárias com 24% dos votos de seu partido, perdendo a indicação para Luis Guillermo Solís que veio a ser eleito Presidente do país. No ano seguinte, Solís apoiou a vitoriosa candidatura de Campbell à Assembleia Legislativa da Costa Rica como Deputada pela Província de San José.

## Vida pessoal
Epsy Campbell é irmã mais velha da cantora costa-riquenha de jazz e soul Sasha Campbell.